# Monika Fagerholm
Monika Fagerholm (ur. 26 lutego 1961 w Helsinkach) – fińska pisarka pisząca w języku szwedzkim.
Studiowała literaturę i psychologię na Uniwersytecie Helsińskim. Zajmowała się również krytyką literacką i tłumaczeniami, pracowała w bibliotece i archiwum.
Uznanie krytyki i czytelników przyniosła jej powieść Underbara kvinnor vid vatten została przetłumaczona na 9 języków. Powieść Den amerikanska flickan była nominowana do Nagrody Literackiej Rady Nordyckiej w 2004 roku i w 2005 roku otrzymała szwedzką Nagrodę Augusta w kategorii literatura piękna. W 2020 roku otrzymała Nagrodę Literacką Rady Nordyckiej za powieść Vem dödade Bambi?
W ostatnich latach, oprócz własną twórczością, zajmuje się również prowadzeniem kursów kreatywnego pisania.

## Twórczość
- 1987 – Sham (fragmenty prozy)
- 1990 – Patricia (zbiór opowiadań)
- 1994 – Underbara kvinnor vid vatten
- 1998 – Diva
- 2005 – Den amerikanska flickan
- 2009 – Glitterscenen
- 2012 – Havet
- 2012 – Lola uppochner
- 2019 – Vem dödade Bambi?

## Nagrody
- 1995 – Nagroda Runeberga za Underbara kvinnor vid vatten
- 2005 – Nagroda Augusta za Den amerikanska flickan
- 2005 – Nagroda Aniary
- 2005 – Nagroda literacka dziennika Göteborgs-Posten
- 2010 – Medal Pro Finlandia
- 2016 – Nagroda Nordycka Akademii Szwedzkiej
- 2019 – Stina Aronsons pris (150 000 koron szwedzkich)[4]
- 2020 – Nagroda Literacka Rady Nordyckiej
- 2020 – Nagroda literacka Towarzystwa Selmy Lagerlöf